# Aubree Miller
Aubree Miller (* 15. Januar 1979 in Sherman Oaks, Los Angeles, Kalifornien) ist eine ehemalige US-amerikanische Schauspielerin.

## Karriere
Miller spielte als Kind die Cindel Towani, eine Hauptrolle in jenen beiden Star-Wars-Ablegern, deren Handlung auf dem Mond Endor (mit den Ewoks) stattfand. Anfang 2000 beendete sie ihr College und arbeitet bei einem kleinen lokalen Nachrichtensender in Chico, Kalifornien.

## Filmografie
- 1984: Die Ewoks – Karawane der Tapferen (The Ewok Adventure, Fernsehfilm)
- 1985: Kampf um Endor (Ewoks: The Battle for Endor, Fernsehfilm)